# عیسای خوب و مسیح شریر
«عیسایِ خوب و مسیحِ شریر» (انگلیسی: The Good Man Jesus and the Scoundrel Christ) رمانی از فیلیپ پولمن است که در سال ۲۰۱۰ توسط کنون‌گیت منتشر شد. کتاب بازگوی زندگی عیسی ناصری به گونه‌ای است که گویی او دو نفر است: «عیسی» و «مسیح»، که شخصیت‌هایی متضاد دارند؛ عیسی مردی اخلاق گراست و دیگری، برادرش مسیح، شخصیتی حسابگر که در پی استفاده از میراث عیسی است تا کلیسایی قدرتمند بر پا کند.
فیلیپ پولمن دربارهٔ این کتاب گفت که با دقت در کتاب مقدس متوجه شده که نام مسیح حدود ۵ برابر بیشتر از نام عیسی تکرار شده‌است. او از همین نکته استفاده کرده و تصمیم گرفته که این شخصیت را دو قسمت کند.
کتاب واکنشهای متفاوتی بین مسیحیان متعصب و اهالی ادبیات داشت. برخی او را به خداناباوری منتسب می‌کنند و گروهی دیگر این کتاب را از نظر ادبی اثری قانع کننده می‌دانند و معتقدند پولمن با به چالش کشیدن باورهای تثبیت شده درصدد ایجاد سؤال برای خواننده است.
کریستوفر هیچنز، نویسندهٔ «خدا بزرگ نیست»، که پیشتر مجموعهٔ «نیروی اهریمنی‌اش» فیلیپ پولمن را ستوده بود، از «عیسی خوب و مسیح فرومایه» انتقاد کرد. به گفتهٔ هیچنز پولمن یک «خداناباور پروتستان» است که تنها از دین سازمان‌یافته انتقاد می‌کند و با آموزه‌های دینی مشکلی ندارد.